# موسى شو (سياسي)
موسى شو هو سياسي كندي، ولد في 13 أبريل 1809، وتوفي في 24 يناير 1870. انتخب عضو مجلس نواب نوفا سكوتيا.